# Imma campsigramma
Imma campsigramma is een vlinder uit de familie van de Immidae. De wetenschappelijke naam van de soort is voor het eerst geldig gepubliceerd in 1938 door Edward Meyrick.